# La Socarrada (Erinyà)
La Socarrada, és una partida en part constituïda per camps de conreu del terme municipal de Conca de Dalt, al Pallars Jussà, a l'antic terme de Toralla i Serradell, en el territori del poble d'Erinyà.
Està situada al nord-est d'Erinyà, en els vessants de les serres que davallen cap al Flamisell, al sud-est del Congost d'Erinyà. És al sud-est del Camp de Fenós i al nord dels Feners. Queda a l'esquerra de la llau de Fenós. És al costat nord-oest de la rotonda de la carretera N-260 d'on arrenca la carretera local d'Erinyà i Serradell.